# Перепадская набережная
Перепа́дская на́бережная — набережная в городе Сестрорецке Курортного района Санкт-Петербурга. Проходит от Петровской набережной до Малой Ленинградской улицы.
Название известно с 1900 года. Связано с тем, что набережная проходит у плотины Перепада, построенной для сброса воды на период ремонтных работ (ее в 1863 году возвел инженер Р. Гаусман). Существовал также вариант набережная Перепада. Набережная проходит рядом с Водосливным каналом, но его набережной не является: между ними существует застройка.
Участок от дома 25 до Малой Ленинградской улицы представляет собой тропу через железную дорогу.
В 2010 году город передал приходу церкви Святых Апостолов Петра и Павла земельный участок на Перепадской набережной, 1. Располагавшийся там дом был снесен, а ближе к Приморскому шоссе появилась самовольная часовня. На самом участке была организована открытая прихрамовая парковка. В 2014 году город через суд легализовал часовню, записав ее в свою собственность, при этом образованная за счет участка площадь с парковкой осталась.